# Тодор Велков (партизанин)
Тодор (Тошо) Велков с псевдоним Пепето (на македонска литературна норма: Тодор Велков - Пепето) е югославски партизанин, деец на Комунистическата съпротива във Вардарска Македония.

## Биография
Роден е в Кавадарци на 17 февруари 1912 година в търговско семейство. Завършва основно образование и прогимназия в Каварадци и в 1927 година постъпва във Втора мъжка гимназия в Белград. След завършването си в 1931 година започва да учи във Ветеринарния факултет на Загребския университет. Попада под влиянието на комунистически идеи. По известие на скопската полиция на 30 ноември 1934 година квартирата му в Загреб е претърсена и Велкове арестуван заедно с Михайло Боцев, Благой Анастасов, Лазо Въчков, Методи Мукаетов и други. В 1935 година Тодор Велков е един от инициаторите за формирањнето на културно-просветното дружество „Вардар“, чиято основна задача е да разпространява революционни идеи сред учениците и студентите, учещи извън Македония. В 1936 година Велков заедно с Христо Баялцалиев прави опит за възобновяване на работа на Комунистическата партия, но през април 1937 година става голям провал в Македония, при който са арестувани над 150 души, между които и Велков. Велков е осъден на 9 месеца затвор.
По време на парламентарните избори през декември 1938 година Велков и Страшо Пинджур водят агитация за Илия Чулев от листата Сдружената опозиция. На 30 юли 1939 година Велков е повторно арестуван и обвинен по член 1 и 3 от Закона за защита на държавата.
След дипломирането си във Ветеринарния факултет, отбива военната си служба в Зайчар и след това започва работа като ветеринарен лекар в Куманово. През юни 1943 година в Куманово е форминар народо-освободителен комитет с председател Тодор Велков. В началото на май 1944 година Околийският комитет на Третата оперативна зона предлага за делегати на заседанието на АСНОМ от Кавадарци Никола Минчев, Тодор Велков, Диме Туриманджов и Йован Раднянски. През втората половина на май 1944 година Влеков се присъединява към Кумановския партизански отряд. На 24 май 1944 година е тежко ранен в сражение на Струмишки рид край Царево село заедно с няколко други партизани. Ранените са прехвърлени в лагера край Нивичанските воденици, където на 28 май Велков умира.